# Brežđe
Brežđe (en serbe cyrillique : Брежђе) est un village de Serbie situé dans la municipalité de Mionica, district de Kolubara. Au recensement de 2011, il comptait 469 habitants.

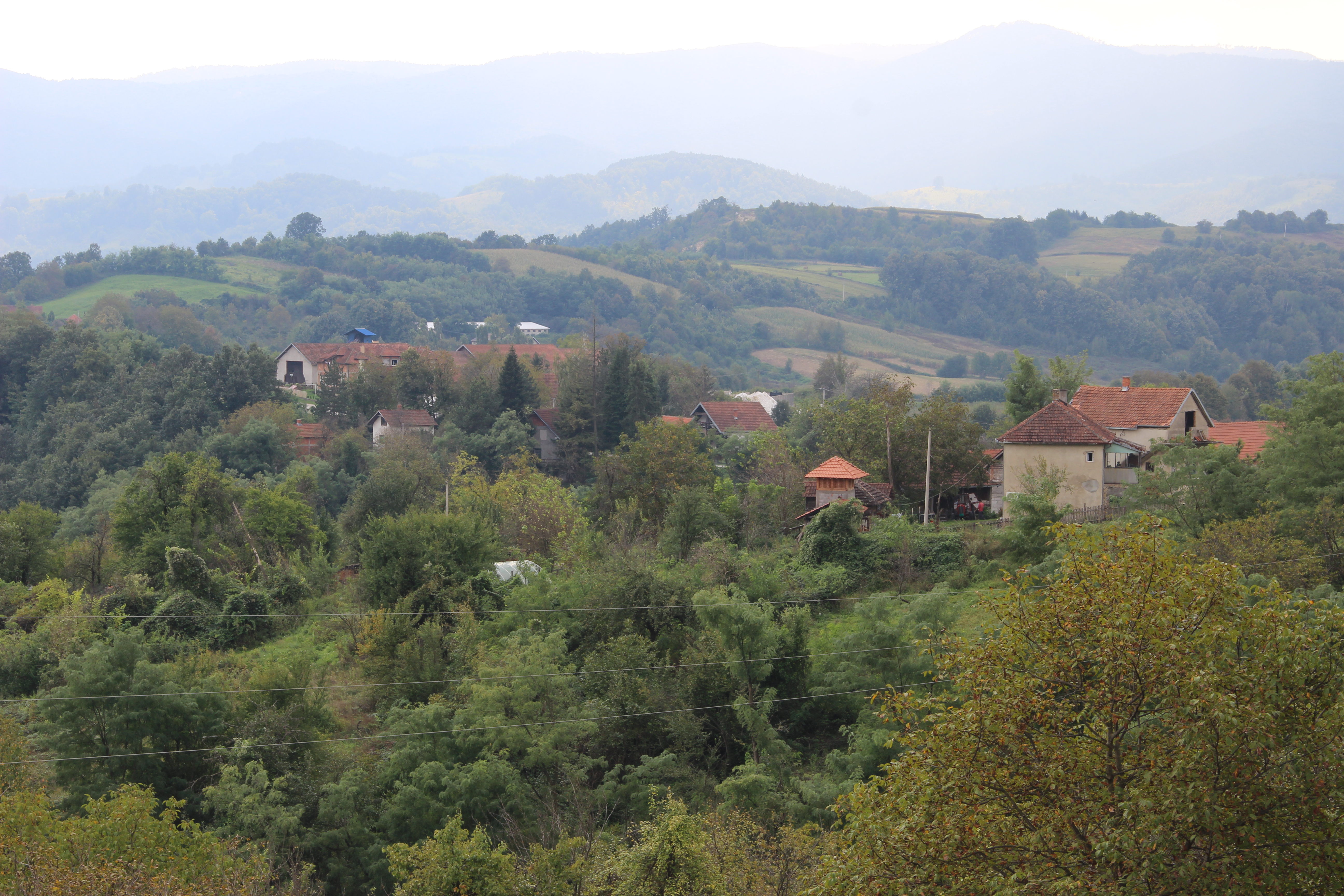
Brežđe - panorama
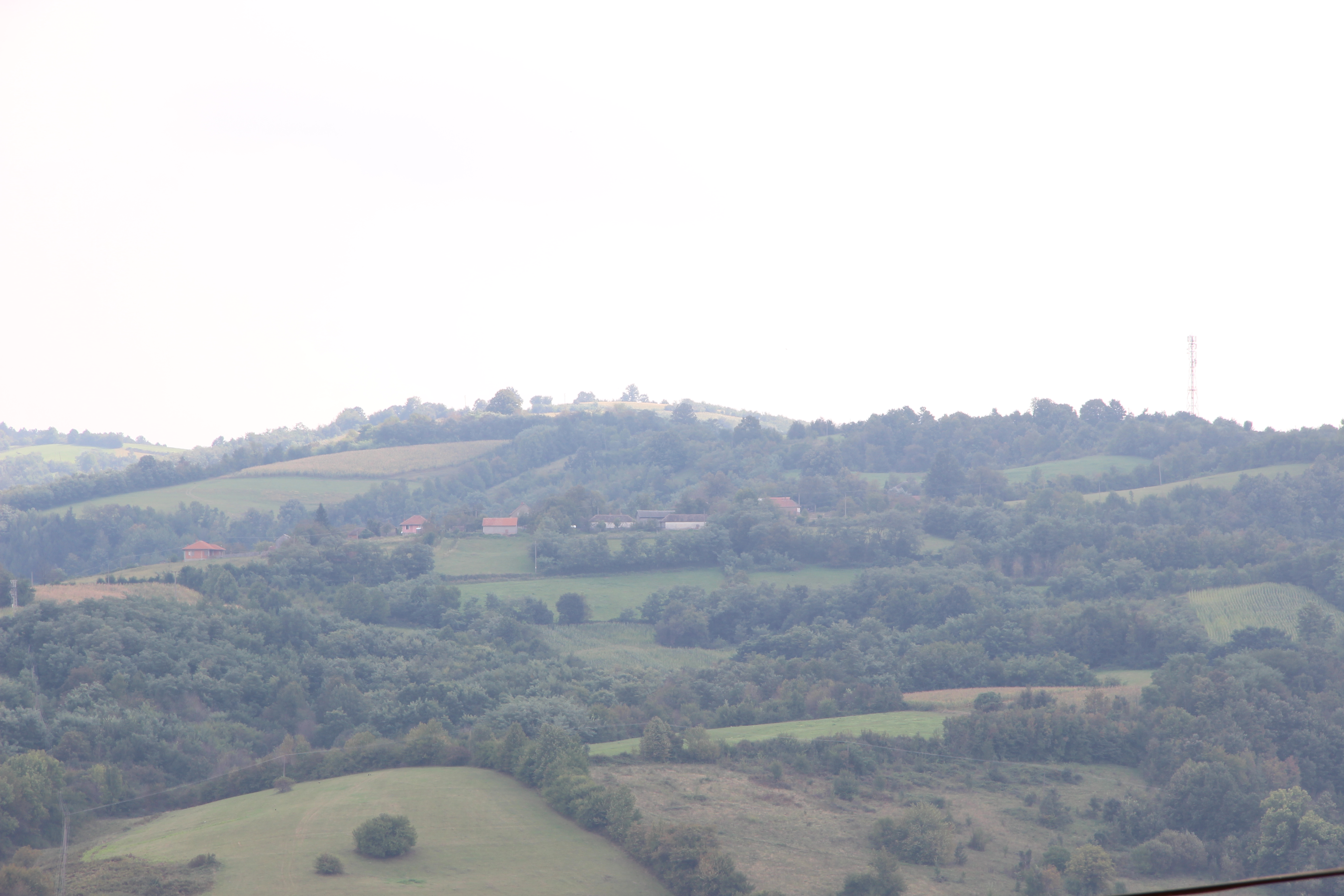
Brežđe - panorama
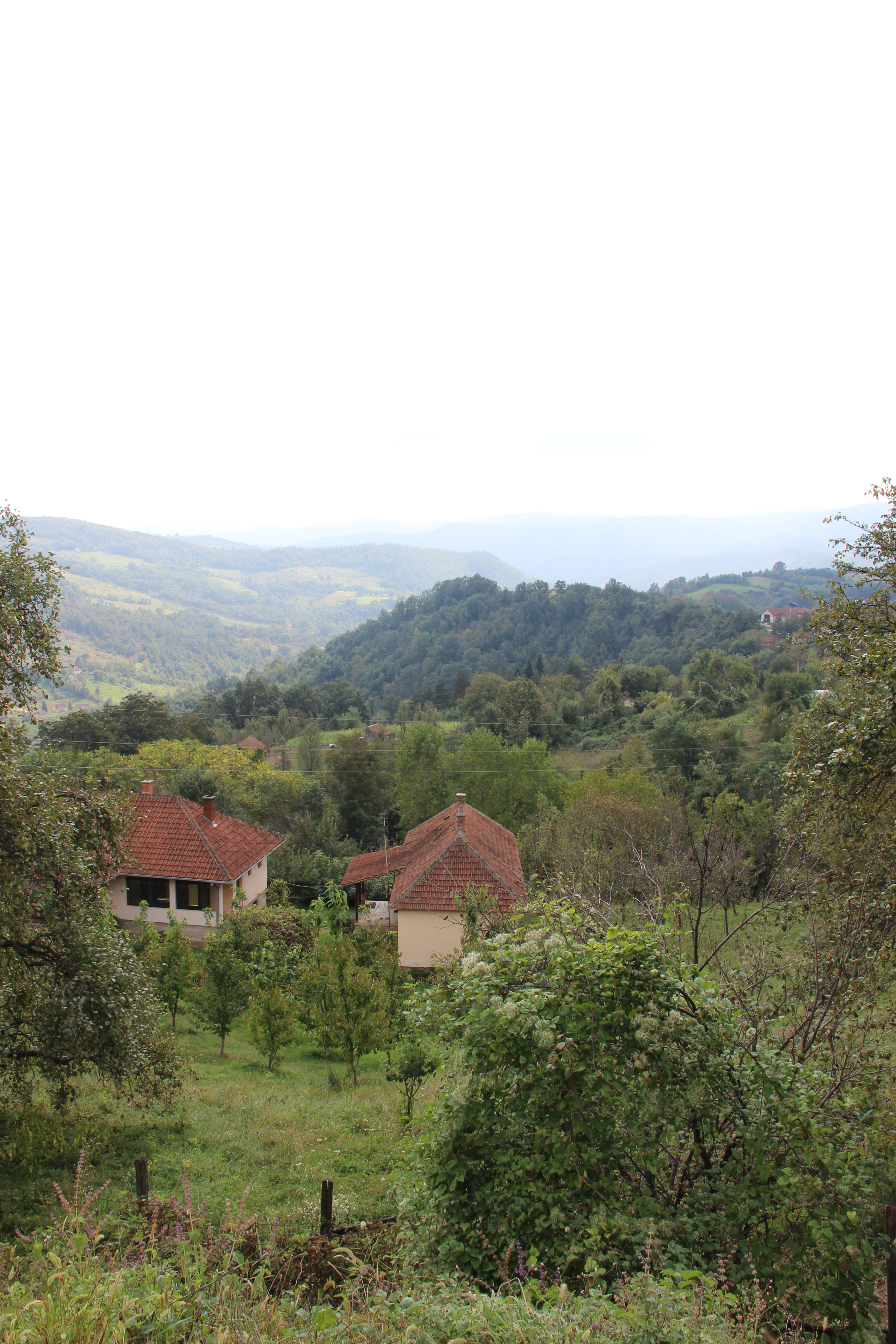
Brežđe - panorama
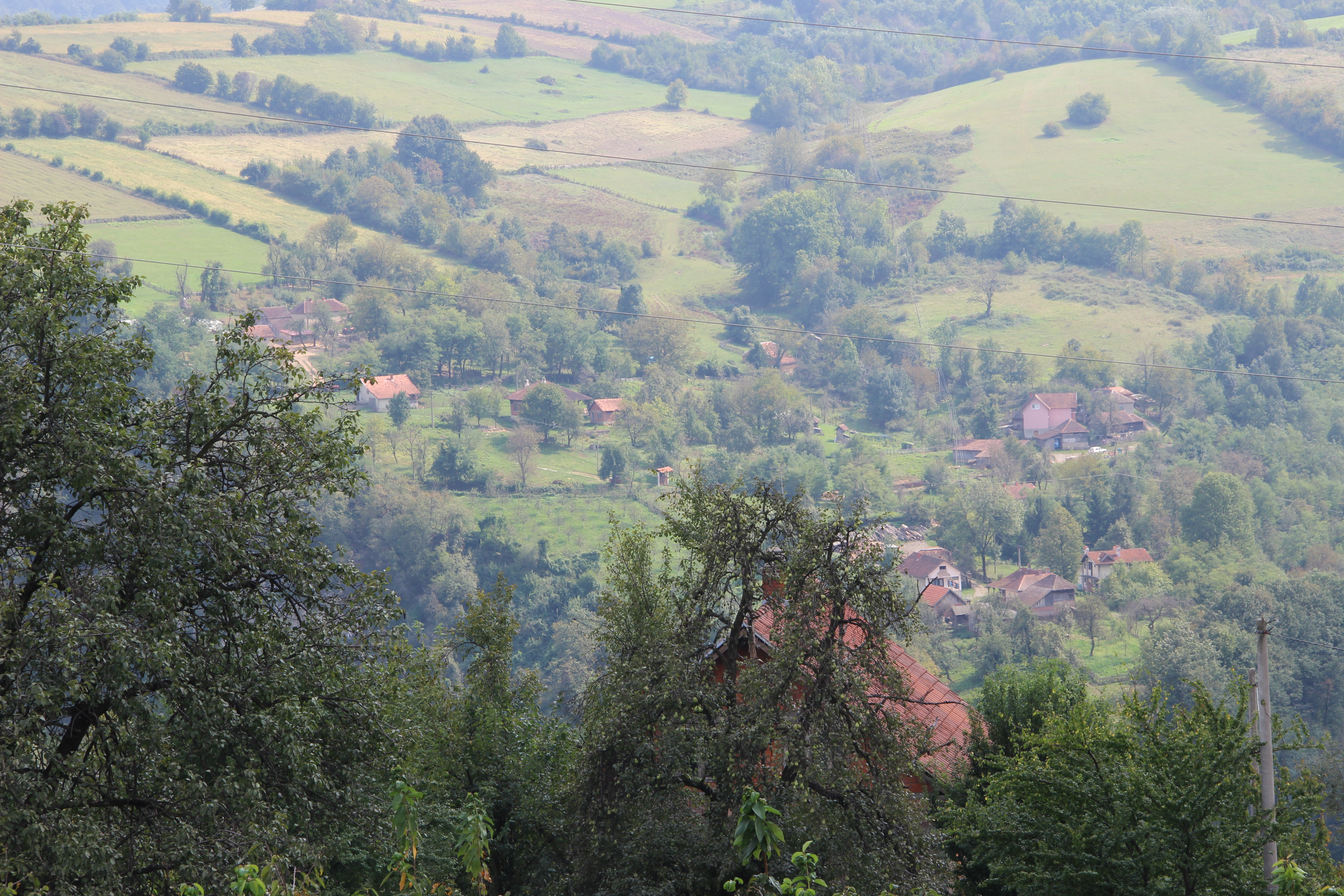
Brežđe - panorama
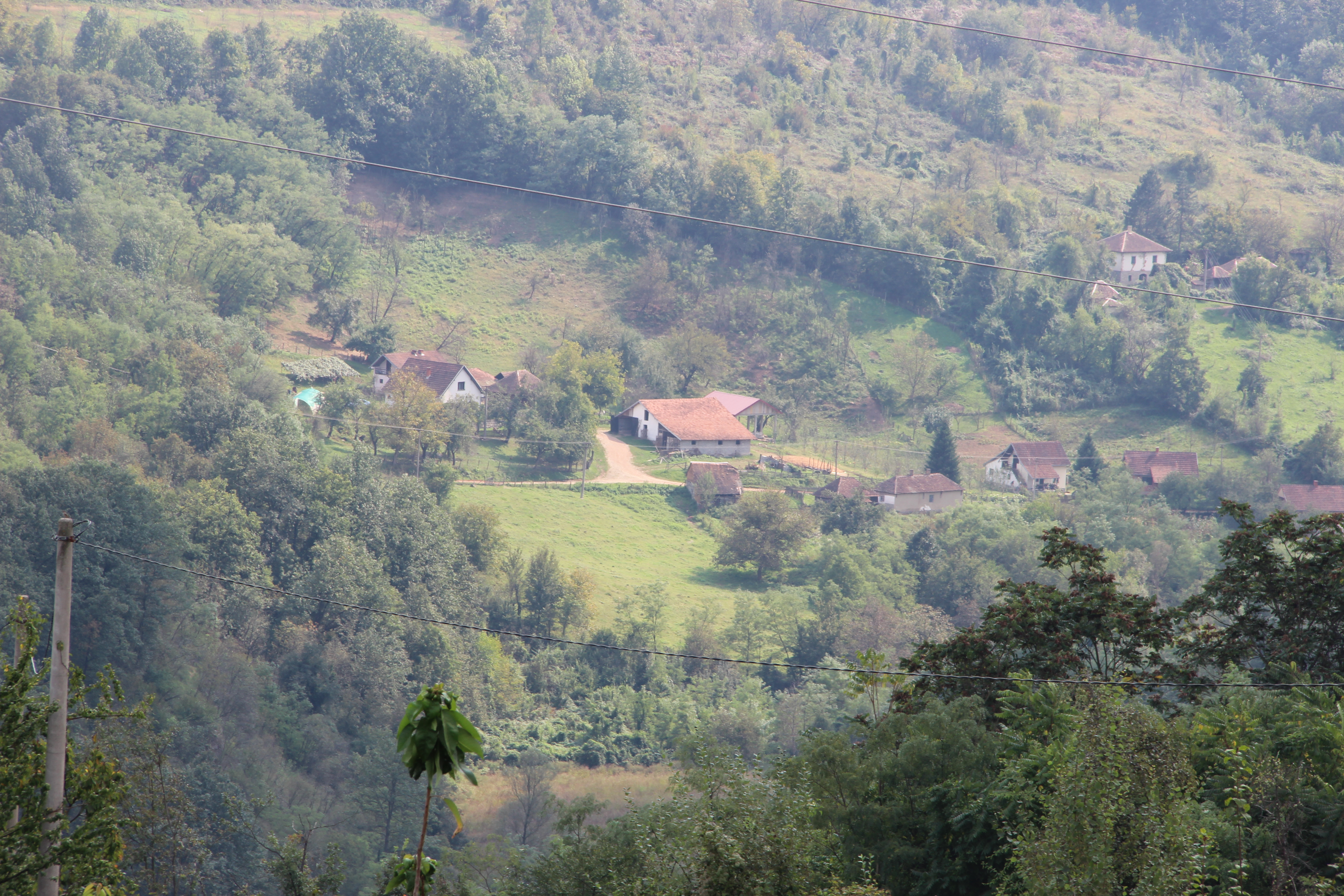
Brežđe - panorama
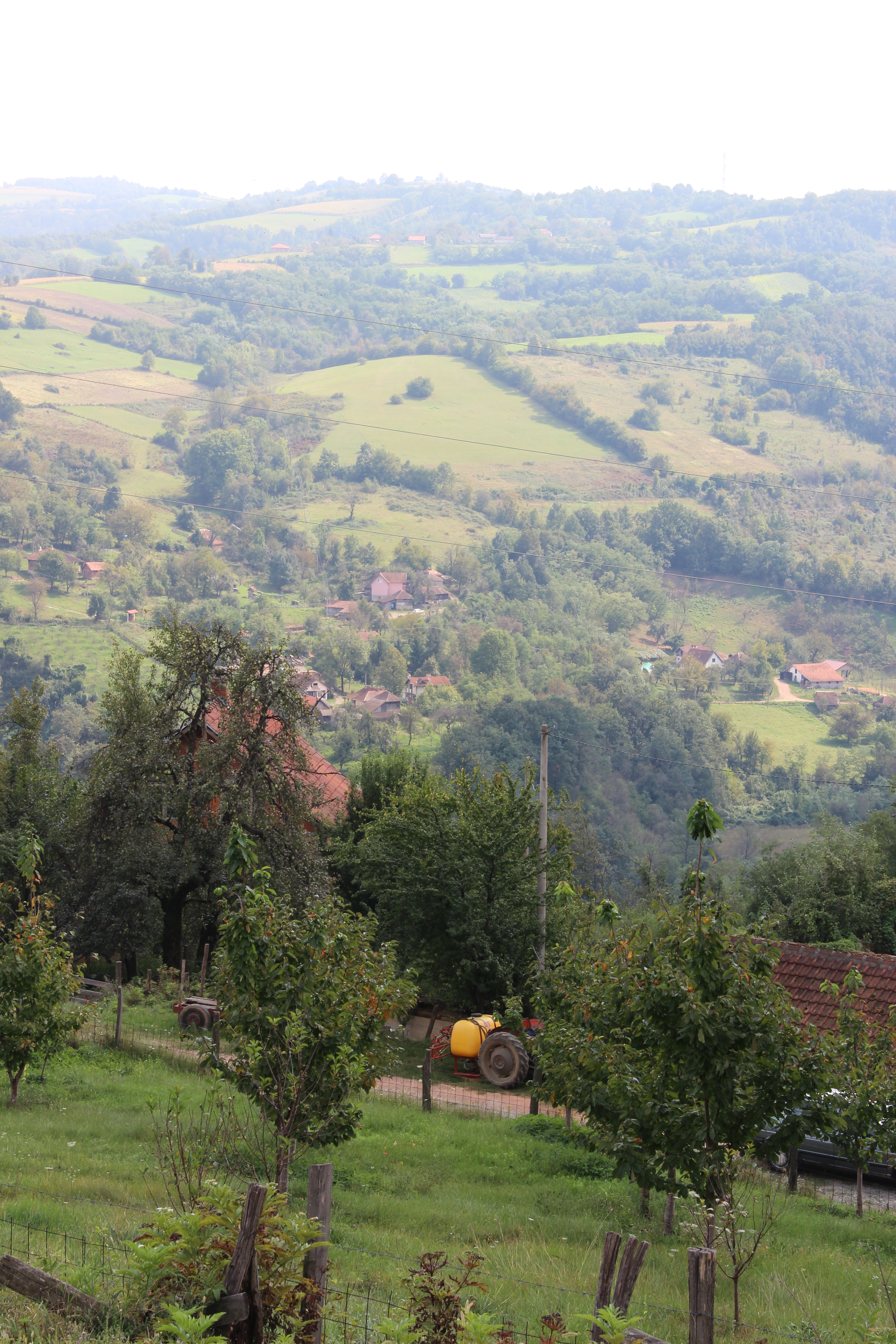
Brežđe - panorama

## Démographie
| 1948 | 1953  | 1961 | 1971 | 1981 | 1991 | 2002 | 2011 |
| ---- | ----- | ---- | ---- | ---- | ---- | ---- | ---- |
| 953  | 1 013 | 969  | 874  | 806  | 624  | 572  | 469  |

|  |